# Comuna de Kobyla Góra
Kobyla Góra (polaco: Gmina Kobyla Góra) é uma gminy (comuna) na Polónia, na voivodia de Grande Polónia e no condado de Ostrzeszowski. A sede do condado é a cidade de Kobyla Góra.
De acordo com os censos de 2004, a comuna tem 5761 habitantes, com uma densidade 44,7 hab/km².

## Área
Estende-se por uma área de 128,95 km², incluindo:
- área agricola: 49%
- área florestal: 43%

## Demografia
Dados de 30 de Junho 2004:
|                      | Total   | Total | Mulheres | Mulheres | Homens  | Homens |
| -------------------- | ------- | ----- | -------- | -------- | ------- | ------ |
|                      | pessoas | %     | pessoas  | %        | pessoas | %      |
| População            | 5761    | 100   | 2809     | 48,8     | 2952    | 51,2   |
| Densidade (pop./km²) | 44,7    | 100   | 21,8     | 21,8     | 22,9    | 22,9   |

De acordo com dados de 2002, o rendimento médio per capita ascendia a 1585,58 zł.

## Subdivisões
- Bałdowice, Bierzów, Ignaców, Kobyla Góra, Kuźnica Myślniewska, Ligota, Marcinki, Mąkoszyce, Mostki, Myślniew, Parzynów, Pisarzowice, Rybin, Zmyślona Ligocka.

## Comunas vizinhas
- Bralin, Kępno, Międzybórz, Ostrzeszów, Perzów, Sośnie, Syców